# Code polaire
Ne doit pas être confondu avec Codes polaires.
Le Code polaire, nom usuel du Recueil de règles obligatoires pour les navires exploités dans les eaux polaires, est une réglementation de navigation élaborée par l'Organisation maritime internationale (OMI) en novembre 2014 et entrée en vigueur au 1er janvier 2017. 

## Objectif
Elle a pour but de « renforcer la sécurité de l’exploitation des navires et d’atténuer son impact sur les gens et l’environnement dans les eaux polaires, qui sont éloignées, vulnérables et peuvent être inhospitalières. ». 

## Histoire
Il n'existait auparavant aucune réglementation internationale pour la navigation en Arctique et en Antarctique, l'OMI avait émis ces dernières années, face à l'augmentation du trafic dans les zones arctiques et antarctiques, lié à la diminution de l'emprise des glaces, des circulaires et différentes recommandations. La création du Recueil sur la navigation polaire est ainsi la suite de l'adoption des Directives pour les navires exploités dans les eaux polaires (Résolution A.1024(26)) par l'OMI en 2009.

## Contenu
Différentes réglementations relatives à la protection de l'environnement sont déjà obligatoires en Antarctique. Le but du Recueil sur la navigation polaire est d'élargir ces règles à l'Arctique.
Il répond aux questions de conception, de construction et d'équipement d'un navire. Il réglemente les aspects de formation, de recherche et de sauvetage par l'équipage du navire. Il vise à protéger l'environnement lors de l'exploitation d'un navire dans les eaux inhospitalières autour des deux pôles. Il correspond aux critères de sécurité demandés par le SOLAS ainsi qu'aux critères de protection de l’environnement exigés par MARPOL.
Le Code polaire définit, entre autres, 3 catégories de navires : 
- Catégorie A: navires conçus pour être exploités dans au moins de la glace moyenne de première année pouvant comporter des inclusions de vieille glace[1] ;
- Catégorie B: navires conçus pour être exploités dans au moins de la glace mince de première année pouvant comporter des inclusions de vieille glace[1] ;
- Catégorie C: navires conçus pour être exploités dans les eaux libres ou dans des conditions de glace moins rigoureuses que celles qui sont indiquées pour les catégories A et B[1].

Cette réglementation s'appliquera pour la navigation au nord du 60e parallèle nord, avec quelques exceptions en Islande, au nord de la Scandinavie et en Russie et au sud du 60e parallèle  sud.

### Structure
Le Code se compose de deux parties :
- Mesures obligatoires : partie I-A pour la sécurité et partie II-A pour la prévention de la pollution.
- Recommandations : parties I-B et II-B.

## Réglementation liée

### Protection contre les hydrocarbures lourds en Antarctique
En mars 2010, le Comité de la protection du milieu marin (MEPC) adopte une règle de la Convention MARPOL pour la protection de l'Antarctique par les hydrocarbures lourds. La règle interdit le transport en vrac (cargaison ou combustible) du pétrole brut d'une densité à 15 °C supérieure à 900 kg/m3 ; les hydrocarbures, autres que le pétrole brut, d'une densité à 15 °C supérieure à 900 kg/m3 ou d'une viscosité cinématique à 50 °C supérieure à 180 mm2 s−1 ; ou le bitume, le goudron et leurs émulsions.

### Planification du voyage dans les zones reculées
En 2007, l'OMI adopte la résolution A.999(25). Cette résolution prête attention à l'environnement de la zone, aux ressources présentes dans la région et aux renseignements disponibles pour la navigation.